# 長白山上
《長白山上》為中國電視公司（中視）製播的第六部國語連續劇，於1970年12月21日至1971年3月13日每週一至週六晚間20：00～20：30播出，共73集（每集30分鐘）。

## 概要
《長白山上》是中視為了慶祝中華民國建國60週年而製播的連續劇，被定位為中視第三部國語連續劇《春雷》的續集，也被定位為中視第二部具有歷史意義的電視劇。《春雷》的故事背景為1926年至1928年之間，劇情大綱是：中華民國成立以來，北洋軍閥割據各地、欺壓人民、無惡不作；當時的青年奮起參加革命，最後與蔣中正領導的國民革命軍合流北伐，打倒北洋軍閥，成功統一全國。而《長白山上》的故事背景為1929年至1937年之間，時間銜接《春雷》最後一集，地點為中國東北的長白山附近，但角色並不與《春雷》相連。
　《長白山上》故事發生在中國東北寒冷地帶，當時東北人與山上土匪的習慣、用語、造型都與時裝劇迥異，冰天雪地裡的生活方式也與位居亞熱帶的台灣截然不同；因此，四位編劇姜龍昭、王生善、吳宗淇、蔣子安還曾到圖書館遍尋資料，並造訪在東北長大的人士與當時曾打過鬍匪的耆宿、將領，將這些相關經驗反映在劇情當中。《長白山上》雖然是在台灣拍攝，但也將在東北實地拍攝的紀錄片《看東北》的片段剪輯進來。
　《長白山上》曾獲1972年度中山文藝獎、1972年第8屆金鐘獎優良電視節目獎、行政院新聞局年度最佳娛樂節目獎暨中華文化復興運動推行委員會獎，後來並曾由王生善改編為舞台劇上演。而劇中的鬍匪集團「五虎幫」（紅鬍子）的各當家雖然以反派人物之身登場，但角色個性鮮明，也使觀眾留下深刻的印象。
　《長白山上》主題曲〈長白山上〉是王善為作詞，李中和作曲，降B大調2/4拍，稍快板，為男女合唱曲，劇中用版本原唱者為黃蜀娟；黑膠唱片版則改由閻荷婷配唱，收錄於環球唱片（Universal Record Co., Ltd.，與環球國際唱片並無關聯）發行的閻荷婷專輯《長白山上》（編號：ULP-5099）。《中視十年紀念》版則為獨唱曲，林家慶編曲，費玉清（當時藝名「費玉青」）主唱。

## 籌備過程
《長白山上》是姜龍昭策劃的第三部連續劇。《春雷》播映完畢後的第二天，姜龍昭因舊病復發而住院。姜龍昭出院後的第三天，中視節目部經理翁炳榮、楊姓副理與許姓組長召集姜龍昭與王生善，一起研究中視究竟該推出怎樣的一部連續劇來迎接民國60年（1971年）且作為中視第五部國語連續劇《鳳凰樹》的接檔連續劇。為了避免與台灣電視公司（台視）連續劇重複題材，他們一致決定一個大原則：演出發生於九一八事變前後的東北的一個粗獷、豪壯、充滿俠義而又含有愛情的故事。
決定了大原則以後，姜龍昭與王生善請來蔣子安與吳宗淇，在台北市找了一家旅社，開了房間，通宵達旦想故事。蔣子安曾經與姜龍昭合作《春雷》。王生善是當時中國文化學院戲劇系主任。吳宗淇曾任中國電影製片廠編導科科長，曾經在東北待很久。翁炳榮限這四人在三天後繳交故事大綱，當晚四人只想了個大概。第二天，四人分頭走遍台北市各書店、書攤，把找到的有關東北歷史地理風土人情的書籍、小說、掌故、東北地圖、雜誌上發表的有關東北人物軼聞……等書刊消化內容，邊看邊想，邊談邊記。有了故事，再構想人物；有了人物，再構想姓名、綽號與個性、特徵。
三天的期限到了，四人只把故事大綱完成了一半；最後，透支半個上午，才繳交草稿。翁炳榮把草稿交付打字油印，然後召集有關工作人員舉行一個緊急會議，請大家對故事大綱提供意見。經過一番修正，故事大綱定稿。姜龍昭等四人隨後詳談了一晚，才著手編劇。他們請中視工程部總工程師王善為擔任顧問與主題曲作詞，因為他是東北人、從小一直在東北長大。他們請當時台灣最擅長創作雄壯歌曲的作曲家李中和擔任主題曲作曲。李中和這次用男女兩聲合唱來作曲，曲中穿插一些輕快的過門，在春節前後增添熱鬧的氣氛。李中和也是中視的研究發展委員之一，而這次是他第一次為中視連續劇作曲。
演東北的故事，需要冰雪、馬匹、皮襖、皮帽等。為了讓劇情與真實情形相符，姜龍昭等四人請教東北的耆宿，也再次請教國軍歷史文物館上校葉蔭民。製作服裝的費用，比《春雷》更多。

## 故事大綱
本劇故事以民初長白山上兩村落「佟家村」與「賀家堡」之間的明爭暗鬥為起點。作風較為正派的佟家村，雖因俠客敖天龍出手相護而略佔上風，但作風狡猾的賀家堡堡主賀慶山仍藉機頻頻使詐。隨後，由於鬍匪集團「五虎幫」（紅鬍子）入侵，雙方不得不聯手對抗五虎幫；而五虎幫的眾頭目們雖為江湖盜匪，卻仍不失為敢做敢當的好漢。最後，隨著侵華日軍的侵襲東北，使得這三方勢力最終均化敵為友、共同抵禦外侮。

## 製作人員
- 策劃：姜龍昭
- 編劇：姜龍昭、王生善、吳宗淇、蔣子安
- 攝影：平振華
- 服裝：張國棟
- 劇務：趙建華
- 導演：唐冀
- 導播：湯以白

## 主要角色與演員
| 演員      | 角色     | 角色簡介 |
| 吳風      | 敖天龍   | 本劇男主角，綽號「神槍手」。他從小練得一身好武藝，曾經闖蕩江湖；因為他有一次殺錯人，他發誓永不動槍。為了尋找在戰亂中走失的幼妹珍珠，他流浪到佟家村，被佟家村主佟漢成收留。為了回報佟漢成對他的恩情，他親入紅鬍窟，紅鬍子五當家黑妞就是他要找的珍珠。 紅鬍子大當家金大鬍子改邪歸正後，與日軍作戰，受了重傷，臨死之前說明黑妞身世，這才讓敖天龍與黑妞相認。                   |
| 高飛→德門 | 佟漢成   | 佟家村主，是一個五十多歲的鄉長紳士，個性正直，心地光明磊落。他有兩子一女一姪：長子佟永傑通情達理，次子佟永賢精明能幹，女兒佟永慧是一個快嘴丫頭，姪子佟永才是一個浪蕩子。 雖然佟家村與賀家堡有過恩怨，但是佟漢成還是領導佟家村聯合賀家堡趕走了紅鬍子，保衛族人。日軍發動九一八事變侵入東北，佟家村與賀家堡聯合擊潰日軍。對日抗戰時期，佟漢成還把孫子與孫女送去大後方報考軍校。 |
| 朱磊      | 佟永傑   | 佟漢成的長子，三十多歲，明白事理卻無作為。他有三個子女：長子大柱子體弱多病，家人曾經安排他娶莊淑屏以喜，但他仍不能免於一死；二兒子與小女兒，後來都被他送去南京就讀軍校。 |
| 葛維嫄    | 秀娥     | 佟永傑之妻，三十多歲，個性斤斤計較且小心眼，對待大媳婦莊淑屏非常刻薄。 |
| 張啟      | 佟永賢   | 佟漢成的次子，精明能幹。他與賀家堡主賀慶山的女兒賀鳳姑已經論及婚嫁，但因佟家村與賀家堡爭村界而弄得很不愉快，但最後還是與賀鳳姑結婚。 |
| 凌音→康玲 | 佟永慧   | 佟漢成的女兒，是一個快嘴丫頭，喜歡敖天龍。 中視原本邀請凌音飾演佟永慧，但是由於當時凌音正在拍攝三部電影，凌音退出《長白山上》，中視決定改請康玲飾演佟永慧。凌音曾經扮演《心橋》女主角，康玲曾經扮演《情旅》的孫碧芳與《春雷》的杏花。 |
| 鐵孟秋    | 佟永     | 佟漢成的長兄的兒子（也就是姪子）。由於他是佟漢成的長兄臨死前託孤，佟漢成難免過於寵愛他，使他養成遊手好閒、無所不為的壞習慣。他糾纏寄居佟家的菱菱，還以敖天龍的生命威脅菱菱與他結婚，最後在結婚當夜被菱菱以毒藥毒死。 |
| 張仕玉    | 鄭氏     | 佟漢成家大奶奶的堂姊妹。因她家被紅鬍子洗劫，她與女兒菱菱投奔佟家，暫時安居下來。 |
| 孟婷      | 菱菱     | 鄭氏的女兒，隨鄭氏寄居佟家，卻遭佟永才糾纏。她暗戀同樣寄居佟家的敖天龍。為了拯救敖天龍的生命，她與佟永才結婚，在結婚當夜以毒藥毒死佟永才，自己也為敖天龍犧牲生命。 |
| 蔣維民    | 大柱子   | 佟永傑的長子，佟家長孫，體弱多病。他12歲時被家人安排與18歲的莊淑屏結婚，家人希望以沖喜治好他的病，但他仍然病故。 |
| 世安      | 二柱子   | 佟永傑的次子，佟家次孫。 |
| 方晴      | 莊淑屏   | 大柱子之妻，秀娥的媳婦。她本來與母親相依為命，為了生活才與大柱子結婚，卻從此注定了她不幸的一生。她的婆婆責怪她的八字，怨她不僅沒有沖喜還帶來厄運，故經常毒打她。 |
| 劉引商    | 莊母     | 莊淑屏的母親。她本來與莊淑屏相依為命，為了生活才讓莊淑屏與大柱子結婚。 |
| 金彬      | 馮大娘   | 佟漢成家的老佣人，是一個多嘴的長舌婦。什麼人她都要管，佟賀兩家村的事她也都要管，到處搬弄是非。 |
| 洪濤      | 賀慶山   | 賀家堡主，個性狡猾多詐，擅長離間計，綽號「老狐狸」。為了打擊佟家村，他拉攏紅鬍子，而他女兒賀鳳姑被紅鬍子擄為人質；雖然他獲得佟家村族人協助而救回賀鳳姑，但仍不改狡猾多詐的個性。為了當選鄉長，他拉攏日軍，幾乎葬送了賀鳳姑一生幸福；他這才覺悟，決心與佟漢成聯手對抗日軍。                                                                                                  |
| 盧碧雲    | 賀大娘   | 賀慶山之妻，賢淑但過於迷信，一天到晚吃素念經。 |
| 雪珍      | 桂花     | 賀慶山的姨太太，精明貌美，很受賀慶山寵愛。為了協助賀慶山當選鄉長，她不惜使計勾引日本人；賀慶山知道此事，乾脆把她送給日軍軍官。 賀慶山當選鄉長以後，多次未達成日本人的命令，差點要被日本人槍斃；但是沈雪珍趁機放他逃走，兩人一起逃進佟家村，重新做人。 |
| 邵曉玲    | 賀鳳姑   | 賀慶山的養女，16歲，貌美而任性。她雖然與佟家老二感情很好，但她轉而喜歡英俊瀟灑的敖天龍，而最後她與佟永賢結婚。 賀慶山沒有親生子女，而他特別寵愛賀鳳姑。 |
| 王昌熾    | 朱半仙   | 賀慶山家表叔，個性陰險，喜歡喝酒，餿主意特別多。 |
| 吳素瑩    | 賴二嫂   | 賀慶山家的女佣，是一個心地善良的寡婦，帶著一個呆頭呆腦的兒子賴傻子在賀慶山家做事。 |
| （不詳）  | 賴傻子   | 賴二嫂的兒子。 |
| 武德山    | 牛師傅   | 賀家堡的護堡武師，經常跟在賀慶山身邊。他孔武有力，但是頭腦簡單、有勇無謀。 |
| 左右      | 金大鬍子 | 紅鬍子大當家，個性兇悍卻有俠義精神，擅使雙槍，綽號「雙槍大鬍子」。 |
| （不詳）  | 焦霸天   | 金大鬍子的師父。 |
| 郎雄      | 獨眼龍   | 紅鬍子二當家，約四十多歲，是五虎中最凶惡且最狡猾者，綽號「鐵扁擔」。他不僅與紅鬍子前任三當家飛鏢之妻白寡婦有婚外情，還私通日本人，根本不把金大鬍子等人放在眼裡，故觸怒眾人。金大鬍子擬用家規處死他，但因眾人求情而作罷；事後，他與白寡婦逃走。他與白寡婦逃走之後，吃盡苦頭，想想還是回頭的好。                                                                              |
| （不詳）  | 飛鏢     | 紅鬍子前任三當家，已故。 |
| 劉明      | 白寡婦   | 飛鏢之妻，紅鬍子三當家，心狠手辣。她與獨眼龍的婚外情被黑妞識破，她因此對黑妞懷恨在心，終於引起內鬨。 |
| 張復民    | 刁大鵬   | 紅鬍子四當家，約三十多歲，會輕功，能飛簷走壁，綽號「草上飛」。 |
| 李芷麟    | 黑妞     | 紅鬍子五當家，也就是敖天龍的妹妹珍珠。她從小與敖天龍失散，被焦霸天收為養女。她貌美、冷峻且兇狠，綽號「追魂西施」。 |
| 閔敏      | 海師傅   | （不詳） |
| （不詳）  | 丁掌櫃   | （不詳） |
| 許玉蘭    | 丁妻     | 丁掌櫃之妻，約四十多歲，熱心且心直口快，是丁掌櫃的賢內助。 |
| 金永祥    | 崎一郎   | 侵占佟家村的日本伐木公司老闆，五十多歲，臉上留著一撇仁丹鬍，耀武揚威。 |
| 張琍敏    | 芳子     | 谷崎一郎的女兒，16歲，貌美而明白事理。她反對父親的殘暴作風，而同情無辜的中國人。 |
| 吳        | 巫崇洋   | 谷崎一郎的伐木公司的中國籍工頭，經常做傷天害理的事以討好日本人。 |
| 孫景瑎    | 小島政   | 日本連絡人員，個性兇狠。 |
| 許文全    | 山本大尉 | 日軍軍官。 |

## 註解
1. ↑  中視自開播起製播的前五部國語連續劇，分別為《晶晶》、《情旅》、《春雷》、《心橋》及《鳳凰樹》。
2. ↑  《長白山上》劇照[永久]
3. ↑  姜龍昭，長白山上的主題與製作，《中國電視週刊》第60期（1970年12月13日出版）第4至5頁。
4. ↑  吳風、邵曉玲 主持，長白山上信箱，《中國電視週刊》第61期（1970年12月20日出版）第74頁。
5. ↑  王唯，追憶姜龍昭 （页面存档备份，存于），《文訊雜誌》第278期（2008年12月號，2008年12月1日出版）。
6. ↑  吳風、邵曉玲 主持，長白山上信箱，《中國電視週刊》第62期（1970年12月27日出版）第67至68頁。
7. ↑  王善為 作詞，李中和 作曲，長白山上，《中國電視週刊》第60期（1970年12月13日出版）第17頁。
8. ↑  吳風、邵曉玲 主持，長白山上信箱，《中國電視週刊》第61期（1970年12月20日出版）第75頁。
9. ↑  姜龍昭策劃的第一部連續劇是《情旅》，第二部連續劇是《春雷》。
10. ↑  姜龍昭，長白山上籌備經緯，《中國電視週刊》第61期（1970年12月20日出版）第14至15頁。
11. 1 2  曉倩，長白山上的演員，《中國電視週刊》第60期（1970年12月13日出版）第6至15頁。
12. ↑  姜龍昭，長白山上演員表，《中國電視週刊》第62期（1970年12月27日出版）第21頁。
13. ↑  吳風、邵曉玲 主持，長白山上信箱，《中國電視週刊》第62期（1970年12月27日出版）第68頁。

## 外部連結
- 台灣電視資料庫 - 長白山上[永久]
- 本劇編劇之一王生善歷年作品表[永久]